# Белкоджа, Слим
Слим Белкоджа (араб. سليم بلخوجة‎; род. 23 ноября 1962, Тунис) — тунисский шахматист, гроссмейстер (2002).
В составе сборной Туниса участник 6-и Олимпиад (1982—1984, 2002—2008).

## Изменения рейтинга
| Графики недоступны из-за технических проблем. См. информацию на Фабрикаторе и на mediawiki.org. |